# Iliouchine Il-62
Vous lisez un « bon article » labellisé en 2022.
Dimensions
L’Iliouchine Il-62 (en russe : Ильюшин Ил-62) est un avion de ligne soviétique. Premier long courrier à réaction produit par l'URSS, il peut être comparé aux Boeing 707, Douglas DC-8 et Vickers VC10, qu'il dépasse tous légèrement en taille.
La configuration aérodynamique de l'avion est caractérisée par la position des moteurs, installés deux par deux à l'arrière du fuselage, sous un empennage en « T ». Il est d'une conception plutôt simple, privilégiant la robustesse et la facilité d'entretien. C'est un avion efficace et assez fiable.
Sa conception débute en 1960, et le premier vol a lieu en 1963. Le premier service passagers est un vol Aeroflot de Moscou à Montréal le 15 septembre 1967. Il est, jusqu'à la disparition de l'URSS, le principal avion long-courrier d'Aeroflot, assurant des vols internationaux, ainsi que les plus longues lignes intérieures soviétiques.
C'est aussi un avion de transport diplomatique important, utilisé par les dirigeants soviétiques puis russes, ainsi que par d'autres gouvernements, comme ceux de la Corée du Nord et du Soudan. Sa facilité d'entretien en a fait, pendant une période, un avion assez recherché sur le marché de l'occasion, notamment pour les pays en développement.
Sa désignation pour l'OTAN est « Classic ». Les ingénieurs en aéronautique britanniques ont surnommé cet appareil « VC-tensky », à cause de sa similarité avec le VC-10.

## Histoire
Le premier long-courrier soviétique est le Tu-114, qui entre en service en 1961. Cet avion peu commun, équipé de quatre énormes turbopropulseurs, et conçu sur la base du bombardier stratégique Tu-95, est d'emblée considéré comme une solution transitoire, en attendant qu'un long-courrier à réaction puisse être réalisé. Malgré ses performances remarquables, il était extrêmement bruyant et ses coûts de maintenance étaient très élevés. Il n'est d'ailleurs construit qu'à 31 exemplaires[réf. souhaitée].
Avant même l'entrée en service du Tu-114, le projet d'un long-courrier à réaction est lancé. Le bureau Tupolev ayant déjà énormément de projets en cours (notamment militaires), le projet est confié à un autre OKB, celui présidé par Sergueï Iliouchine, épaulé par l'institut de recherche TsAGI pour l'étude aérodynamique. La configuration aérodynamique a été proposée par Iliouchine lui-même.
Les premiers modèles (prototypes, pré-production et production initiale) montrent une évolution du bord d'attaque vrillé, mince ou épais, jusqu'à la forme de 1966, épaisse et rectiligne. La position de la « dent de chien » caractéristique évolua aussi jusqu'à sa position définitive, avant que la production ne débute. L'installation des moteurs connut aussi des modifications, leur axe longitudinal fut incliné de 3° sur l'horizontale, des inverseurs de poussée ajoutés aux moteurs externes, et l'ensemble allégé.
Le prototype souffrait d'un net manque de puissance. Les moteurs NK-8 qui lui étaient destinés n'étaient pas prêts, et des petits turboréacteurs Lyulka AL-7 de 77,53 kN de poussée unitaire, durent être montés temporairement. C'est un réacteur militaire, équipant notamment le Soukhoï Su-7. Le prototype, équipé de ces moteurs (immatriculé CCCP-06156), effectua son premier vol le 3 janvier 1963. Il s'écrasa durant le programme de mise au point. L'appareil de série fut propulsé par les moteurs initialement prévus, des Kuznetsov NK-8-4 montés à l'arrière. Le premier Il-62 ainsi équipé (immatriculation CCCP-06153) fait son premier vol en 1964. Par ses dimensions et sa masse maximale au décollage, il est alors le plus gros avion de ligne à réaction du monde, dépassant sensiblement les Boeing 707, Douglas DC-8, Vickers VC10 et Convair 880.

## Caractéristiques

### Conception générale
L'appareil est équipé de quatre réacteurs montés en porte-à-faux arrière, deux de chaque côté du fuselage, sous un empennage en forme de « T ». Les VC-10 et Il-62 sont les seuls avions de ligne à avoir utilisé cette configuration, que l'on retrouve cependant sur le jet privé Jetstar, de Lockheed. En plaçant les réacteurs très haut, cette configuration réduit très fortement le risque de voir un réacteur avaler un objet étranger au décollage ou à l'atterrissage. Cet avantage a été déterminant dans le choix, aussi bien pour l'Il-62 que pour le VC10 : ces deux avions devaient être capables de desservir des aéroports rustiques. L'avion devient aussi capable, pour les manœuvres dans un aéroport, d'utiliser ses inverseurs de poussée pour faire une marche arrière : avec des réacteurs sous les ailes, cette opération l'exposerait à un risque inacceptable de dégâts provoqués par des objets aspirés,,,.
Cette conception présente cependant un certain nombre de désavantages sérieux. La queue est lourde, nécessitant un empennage volumineux et massif, pour compenser la réduction du bras de levier. Plus préoccupant, l'ombre aérodynamique de l'aile masque la queue quand le nez est redressé (aux fortes incidences). Ceci entraîne des systèmes automatiques complexes et (dans les années 1960) peu fiables, pour la correction d'assiette. Par ailleurs, elle réduit légèrement la capacité de l'avion à taille égale, la section de fuselage comprise entre les moteurs étant peu utilisable,.
La ressemblance extérieure avec le Vickers VC10 a valu à l'avion soviétique le surnom de VC10sky, le présentant comme une copie soviétique de l'appareil britannique. Cependant, il n'existe pas de preuve d'un éventuel espionnage industriel et les deux avions ont en fait été conçus pratiquement en parallèle, puisque l'Il-62 a volé six mois après le VC10. Les ressemblances s'expliquent par les cahiers des charges et les technologies similaires. Par ailleurs, même s'ils sont visuellement très proches, les deux avions ont en fait d'importantes différences de conception.
Sa durée de vie est prévue pour 8 000 cycles (atterrissages, décollages, pressurisations et dépressurisations).

### Voilure et réserves de carburant

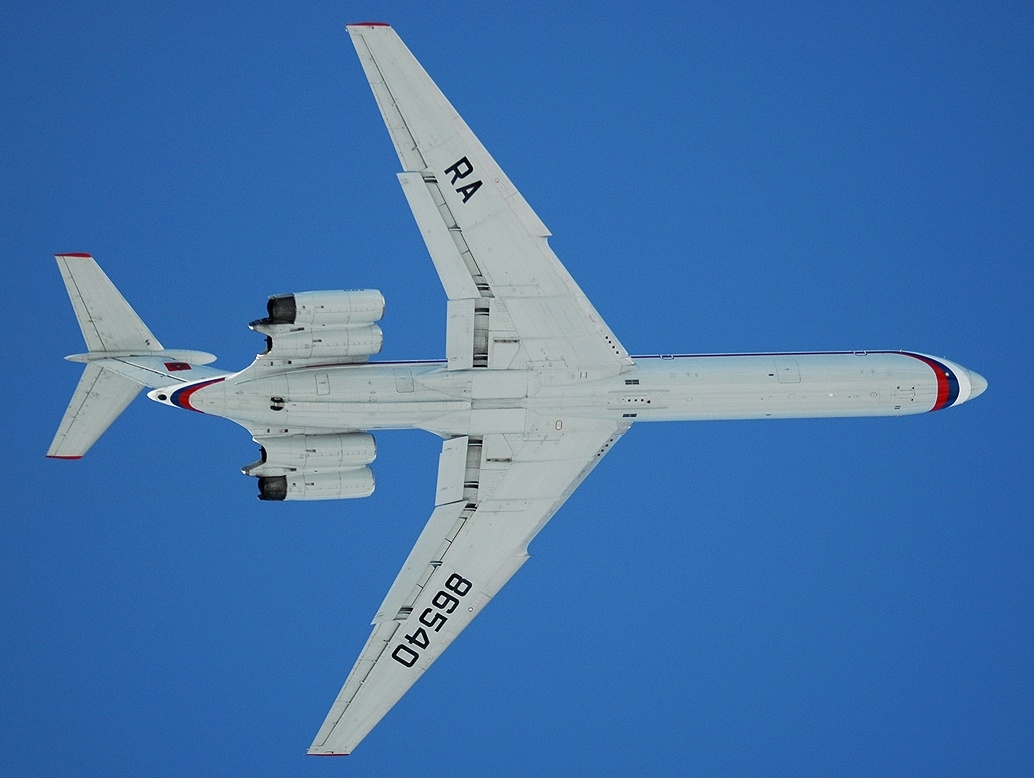
Avion en vol vu du dessous, mettant en évidence la forme de la voilure

L'Il-62 a une voilure en flèche, d'une superficie de 280 m2, avec une flèche à 25 % des cordes de 32°. L'allongement est de 6,68, une valeur faible comparée aux avions plus récents, mais presque équivalente à ses contemporains, 707 et DC-8. La mécanisation des ailes est simple : chaque aile porte deux volets à simple fente, des ailerons et des spoilers, il n'y a pas de bec basculants de bord d'attaque. L'Il-62 présente une caractéristique aérodynamique remarquable : à mi-longueur des ailes, le bord d'attaque présente une rupture de ligne, appelée dent de chien. Cette pointe n'a quasiment aucun effet en vol horizontal, mais, à forte incidence, elle crée un vortex qui augmente la portance, elle a donc un rôle hypersustentateur, compensant en quelque sorte l'absence de becs. Cette caractéristique est exceptionnelle sur un avion de ligne (le VC10 l'a reçue dans son évolution tardive, après l'arrivée du Il-62), mais on la retrouve sur quelques avions de combat comme le Saab 37 Viggen ou le Boeing F/A-18E/F Super Hornet,.
La voilure est construite autour de trois longerons principaux. La première version d'Il-62 possède sept réservoirs de carburants structurels : quatre dits principaux (deux dans chaque aile) et trois auxiliaires (un dans chaque aile, et un dans le caisson central de voilure). L'Il-62M ajoute un huitième réservoir dans la dérive. Les quatre réservoirs principaux alimentent chacun un réacteur, via deux pompes électriques redondantes. Des pompes supplémentaires assurent le transfert de carburant entre les réservoirs principaux (par exemple pour maintenir une répartition symétrique des masses en cas de panne d'un moteur), des réservoirs auxiliaires vers les principaux, et, au besoin, vers les valves de délestage.

### Motorisation

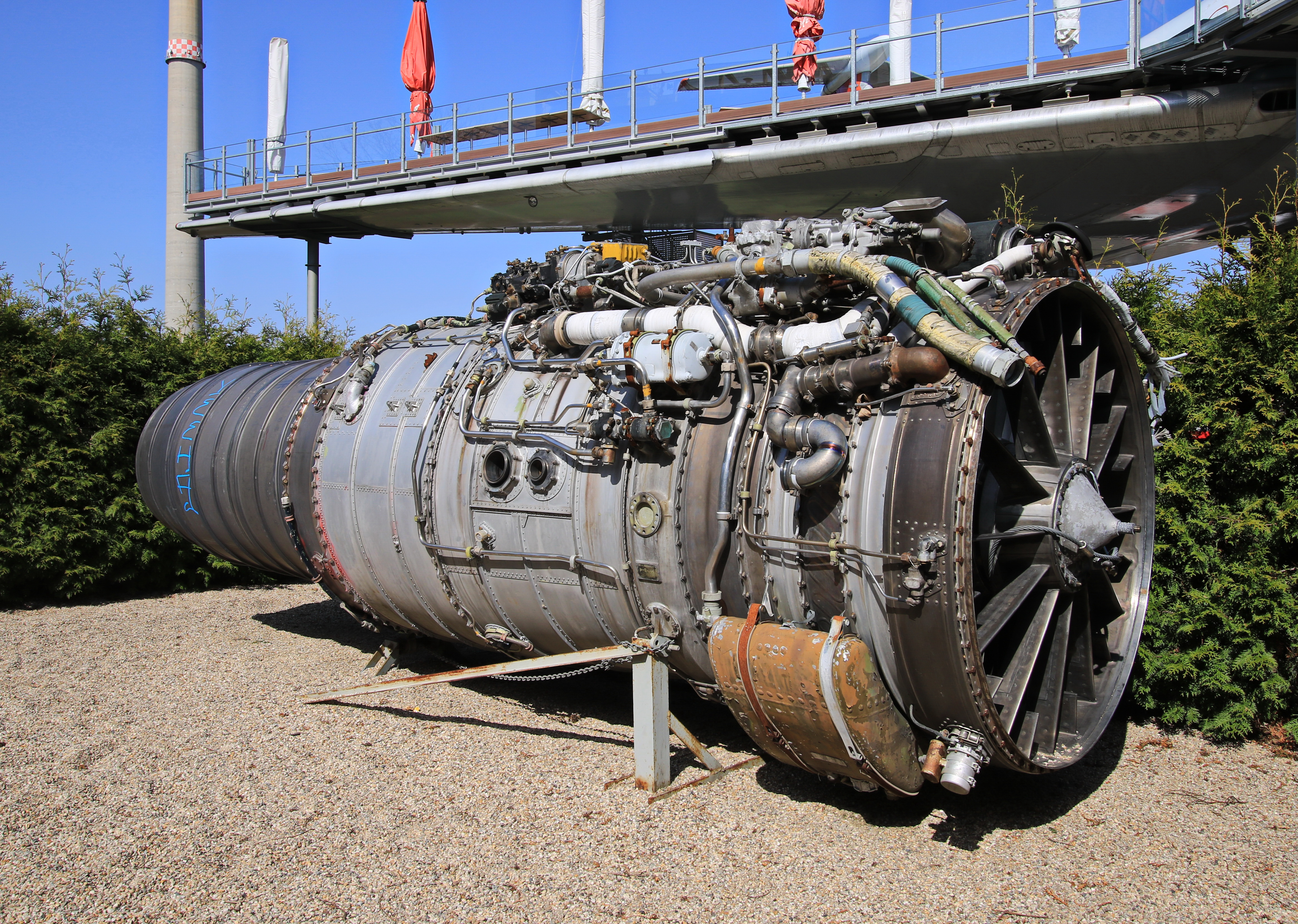
Moteur NK-8

La première génération de l'Il-62 est animée par quatre réacteurs à double flux de type Kouznetsov NK-8. Ce moteur a été développé spécialement pour l'appareil, mais est utilisé un peu plus tard par le triréacteur Tupolev Tu-154. Le NK-8 est assez typique de la première génération de turboréacteurs à soufflante destinée aux avions commerciaux : ses caractéristiques et performances sont proches du Rolls-Royce RB.80 Conway (dans sa version à soufflante agrandie trouvée sur le VC10) et du Pratt & Whitney JT3D. C'est un double corps double flux, à faible taux de dilution (1:1), d'une poussée maximale de 92 kN,.
Des inverseurs de poussée de type « coquille » (ainsi appelés en raison de leur forme) sont installés, en vue de réduire la distance d'arrêt, mais seulement sur les moteurs 1 et 4 (les plus éloignés du fuselage). Sur l'Il-62, il est routinier d'utiliser les inverseurs de poussée avant même que l'avion ne touche le sol, une opération interdite sur les appareils plus récents,.

### Fuselage et cabine
Le fuselage, de construction monocoque, a une section légèrement elliptique, avec une largeur extérieure maximale de 375 cm. La cabine a une largeur de 349 cm. Ces valeurs sont extrêmement proches des équivalents occidentaux de l'époque : Boeing 707, Douglas DC-8 et Vickers VC10,.
D'avant en arrière, le fuselage présente : une toute petite cabine pour l'équipage, un sas d’entrée avec vestiaire, une première section aménagée pour les passagers (où se trouve, le cas échéant, la première classe), un deuxième sas avec vestiaire (correspondant à la deuxième porte, juste en avant des ailes) et une deuxième section passagers (habituellement entièrement de classe économique). L'aménagement le plus courant est pour 168 passagers sur l'il-62 et 186 sur l'Il-62M, mais il varie bien sûr selon les lignes et les compagnies. Contrairement à de nombreux avions de ligne, l'Il-62 n'a jamais eu un fuselage allongé ou raccourci : tous les exemplaires produits ont la même longueur, 53,12 m. En vol, le fuselage est pressurisé pour conserver dans la cabine une pression équivalente à celle rencontrée à 2 400 m d'altitude. Les bagages sont stockés dans des compartiments sous le plancher.

### Cockpit

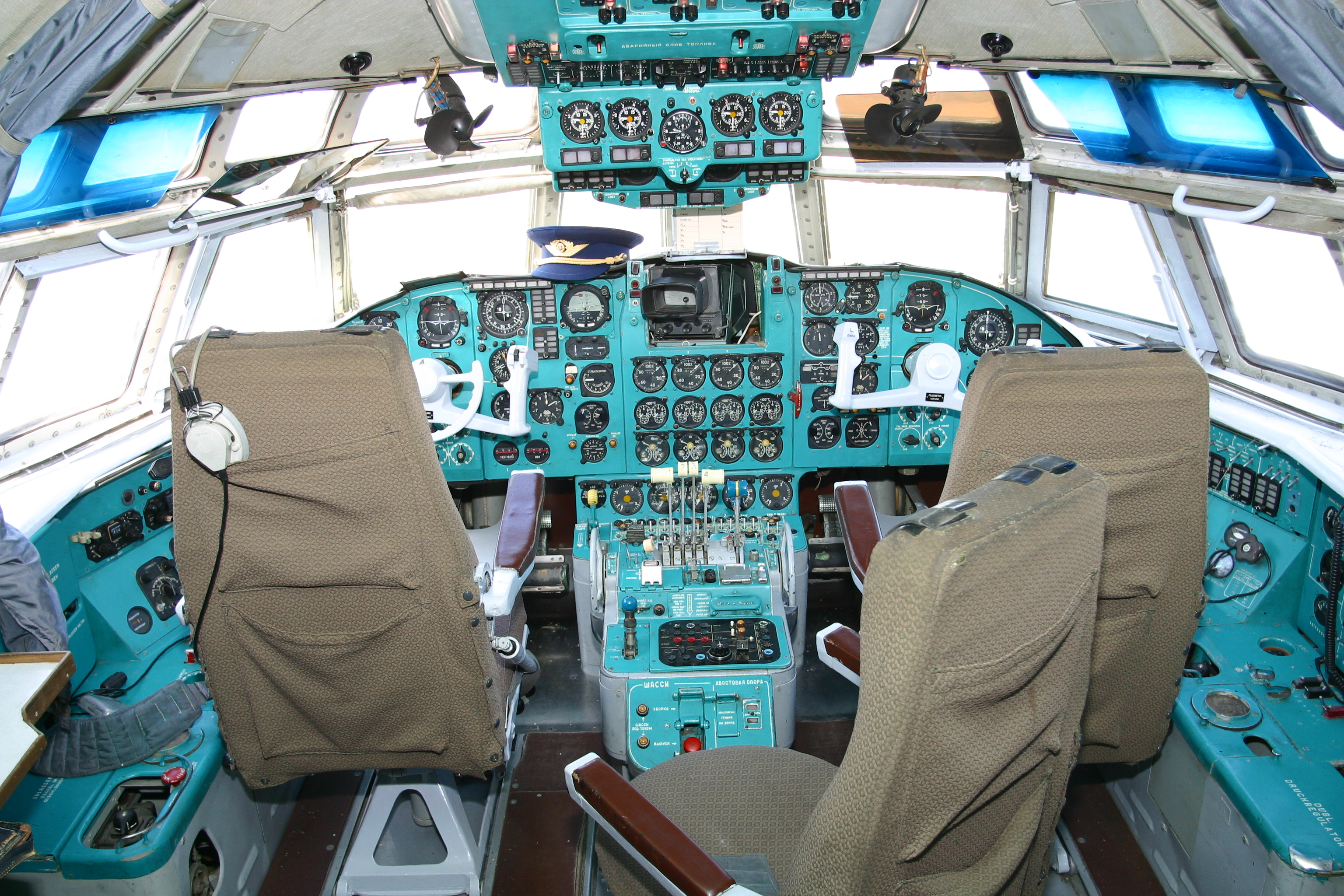
Cockpit d'il-62.

Le cockpit possède l'important vitrage traditionnel des avions Iliouchine, reconnaissable à la deuxième rangée de vitres au dessus de la principale (comparer à l'Il-18 ou l'Il-76). L'équipage minimal est de trois personnes : commandant, copilote, et ingénieur de bord. Un navigateur et un opérateur radio peuvent s'y ajouter, selon les besoins spécifiques aux lignes.

### Systèmes embarqués
Le groupe auxiliaire de puissance (APU) est un turbomoteur de type Aerosila TA6. Cette petite turbine de 310 cv (235 kW) est utilisée dans ce rôle sur bien d'autres avions soviétiques, tant civils que militaires. Cette turbine fournit l'électricité et la ventilation quand l'avion est au sol, et elle met en route les réacteurs. Leur démarrage n'est pas électrique : l'APU fournit de l'air comprimé qui est injecté dans la turbine des réacteurs pour les mettre en rotation. L'Il-62 est l'un des plus gros appareils sans commandes de vol électriques : les ailerons et gouvernes sont contrôlées par câbles directs. Même si l'avionique est très complète, les systèmes sont simples, pour un avion de cette taille, dans le but de faciliter la maintenance.
Le système hydraulique actionne la sortie et la rentrée du train d’atterrissage, la rotation du train avant pour les manœuvres au sol, les spoilers, les freins et les essuie-glaces. Il est alimenté par des pompes entrainées mécaniquement par les réacteurs. Le système électrique est alimenté par quatre alternateurs, un par réacteur.

### Train d'atterrissage

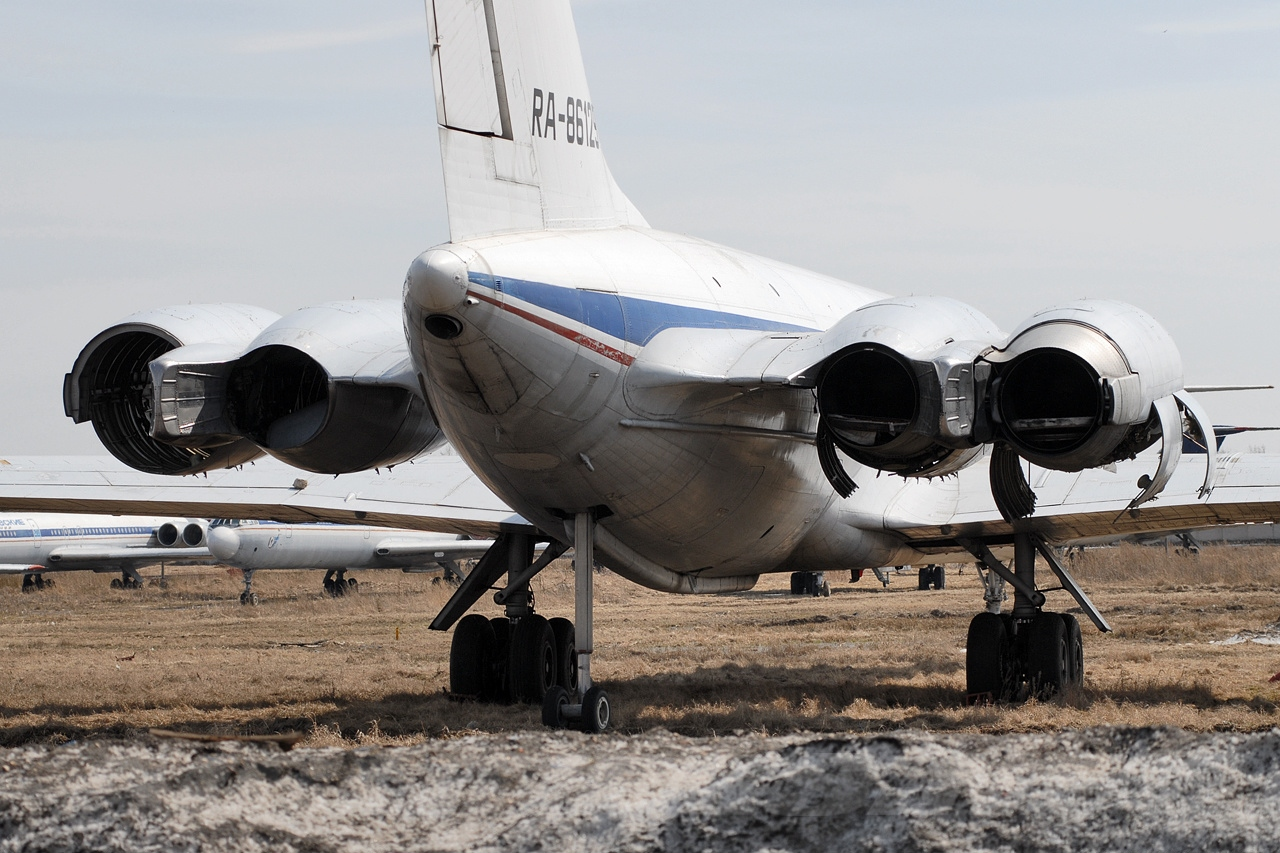
La queue de l'avion, avec sa béquille.

Le train d'atterrissage de l'Il-62 est particulier, en cela qu'il n'est pas vraiment tricycle, puisque s'ajoute aux trois jambes habituelles une jambe arrière qui n'est pas utilisée au décollage ou à l'atterrissage, mais qui soutient la queue de l'appareil lorsqu'il est en cours de chargement. Le train principal comprend deux boggies de quatre roues, et se replie dans le fuselage. Le train avant possède deux roues. La jambe de queue supplémentaire, parfois appelée par dérision « béquille », est nécessaire du fait de l'équilibre de l'appareil dont les moteurs à l'arrière alourdissent la queue. Lors de son chargement, lorsque les réservoirs de carburants sont pleins, mais que les passagers et les bagages ne sont pas encore à bord, le centre de gravité de l'avion se retrouve légèrement en arrière du train principal. Cette jambe supplémentaire évite alors que l'avion ne bascule en arrière. Elle est rentrée une fois les passagers et les bagages à bord. Pour les vols de convoyage, sans passagers ni bagages, un ballast situé près du nez était rempli d'eau, pour lester l'avant de l'avion. Ces problèmes d'équilibrage sont courants sur les avions à moteurs arrière. Confrontés au même problème, les ingénieurs britanniques, lors de la conception du Vickers VC10, l'avaient résolu autrement, en allongeant la partie du fuselage en avant des ailes, déplaçant ainsi le centre de gravité.

## Versions
Dans sa première génération, l'Il-62 ne peut parcourir que 6 700 km à pleine charge, ce qui ne suffit pas à remplacer le Tu-114 sur la totalité des lignes qu'il assurait. Très rapidement Aeroflot demande une version à autonomie améliorée, indispensable pour les prestigieux vols internationaux. À titre d'exemple, le vol Moscou-Tokyo était à l'extrême limite de l'autonomie de l'avion, et une escale de ravitaillement était presque toujours observée en Sibérie, seules des conditions météorologiques optimales permettant un vol sans arrêt.
Une deuxième génération d'Il-62 apparait huit ans après la première, il s'agit de l'Il-62M (premier vol en 1971, service effectif en 1973), avec des améliorations visant essentiellement à accroitre l'autonomie. Le NK-8 étant assez vite devenu obsolète (les réacteurs évoluent rapidement dans les années 1960), un nouveau réacteur est développé. Le Soloviev D-30, qui équipe le petit biréacteur régional Tupolev Tu-134, est profondément modifié pour donner naissance au D-30KU. Avec sa nouvelle soufflante plus grande, le D-30KU présente un taux de dilution de 2,42, très élevé pour l'époque, à comparer à environ 1.0 pour le D-30 de base et le NK-8. Sa consommation spécifique, à l’altitude de croisière, est réduite de 10 % par rapport au NK-8,,. Le D-30KU vient d'ailleurs aussi remplacer le NK-8 pour le Tu-154 (avec la version Tu-154M), et d'autres réacteurs de la famille D30 sont utilisés sur l'avion-cargo militaire Il-76, et (avec une soufflante réduite) l'intercepteur MiG-31.
Outre les nouveaux moteurs, des améliorations mineures sont apportées à la structure, les inverseurs de poussée sont changés, l'électronique est considérablement modernisée, et un réservoir supplémentaire de 5 000 L est aménagé dans la dérive. Avec toutes ces améliorations, le Il-62M voit son autonomie à pleine charge accrue de 6 700 à 7 800 km.
L'Il-62MK est une modification de l'Il-62M, dont la charge utile a été augmentée au détriment de l'autonomie. La masse maximale au décollage est accrue pour emporter plus de passagers et de bagages, ce qui a impliqué de renforcer la structure et le train d'atterrissage. Par ailleurs, ayant vocation à desservir des aéroports moins importants, cette version a un train plus adapté aux pistes de ceux-ci, avec un empattement accru pour mieux distribuer le poids, des pneus plus basse pression, et un freinage amélioré,.

## Production
L'Iliouchine Il-62 a été produit à 276 exemplaires, à partir de 1966. Tous les exemplaires ont été assemblés dans l'énorme usine de Kazan, un des plus grands centres de production aéronautique au monde. Le tout dernier exemplaire a été livré en 2004, son acheteur était le gouvernement soudanais qui en a fait un avion présidentiel. Cependant, il s'agissait d'un avion construit une dizaine d'années plus tôt, et stocké inachevé à cause de l'annulation d'une commande.
Les avions soviétiques étaient désignés du nom du fondateur du bureau d'étude qui les avait créés, dans le cas présent Sergueï Iliouchine. Cependant, Iliouchine n'était pas une entreprise comme Vickers ou Boeing : le bureau d'étude était rattaché au ministère de l'industrie aéronautique (Minaviaprom), Sergueï Iliouchine n'était en rien propriétaire de cette activité. Les usines qui produisaient les avions n'étaient pas hiérarchiquement rattachées aux bureaux d'études qui les concevaient.

## Utilisation

### Aeroflot
L'Il-62 a principalement été produit pour Aeroflot, la compagnie nationale soviétique. Celle-ci a possédé 186 exemplaires du modèle, soit quasiment les deux tiers des unités produites. Les Il-62 prennent la relève des Tu-114 sur la ligne, hautement importante politiquement, reliant Moscou à la Havane, et à d'autres destinations en Amérique latine. Les Il-62 à destination de Cuba font une escale à l'aéroport de Shannon pour se ravitailler. Une fois la version Il-62M en service, les Classic remplacent totalement les Tu-114, et deviennent le seul appareil utilisé par Aeroflot sur l'Atlantique nord, comme pour les autres lignes long-courrier internationales. Sur les liaisons internationales plus courtes, comme vers l'Europe de l'est, d'autres types d'avions sont utilisés, comme le Tupolev Tu-154.
Les appareils d'Aeroflot ont volé pour des compagnies occidentales, en affrètement. Ils ont ainsi, avec du personnel d'Aeroflot et en portant parfois les noms des deux compagnies, transporté des passagers de KLM sur la ligne Amsterdam - Moscou - Tokyo. Des accords similaires ont eu lieu avec Air France et Japan Airlines.
L'Iliouchine Il-86, qui fait son premier vol en 1976, était prévu pour succéder à l'Il-62 sur les lignes long-courrier d'Aeroflot. Cet avion à double couloir se voulait l'équivalent soviétique des avions occidentaux comme l'Airbus A300, le Lockheed L-1011 Tristar ou le McDonnell Douglas DC-10. Cependant, ses performances déçoivent, principalement par manque de moteurs à haut taux de dilution. Initialement, l'Il-86 aurait dû recevoir une version bien plus puissante du D-30 de l'Il-62M. Cependant, il s'avère impossible d'augmenter suffisamment sa poussée, et Iliouchine se résout à utiliser un dérivé du NK-8, consommant beaucoup trop. Avec une autonomie à pleine charge de seulement 5 000 km, il ne peut pas remplacer l'Il-62 sur la plupart des lignes internationales. Les problèmes de l'Il-86 sont résolus avec l'Iliouchine Il-96, mais cet appareil n'entre en service qu'en 1992. Ainsi, le Classic reste le principal avion long-courrier d'Aeroflot jusqu'à la fin de l'URSS, et même au-delà. Aeroflot se sépare des derniers exemplaires en 2013.

### Autres compagnies russes et ex-soviétiques
Après la chute de l'URSS, de nouvelles compagnies aériennes, souvent privées, apparaissent en Russie et dans les autres pays qui en sont issus. Plusieurs de ces compagnies (une douzaine rien qu'en Russie, plus les nouvelles compagnies en Ukraine, Biélorussie, etc.) utilisent des Il-62 dans les années 1990 et 2000. Ces appareils proviennent d'Aeroflot, ou ont été achetés neufs, la production continuant dans les années 1990. On peut citer, : 
- Aviaenergo (en), compagnie charter russe disparue en 2011 ;
- Rossija ;
- Domodedovo Airlines ;
- Dalavia ;
- Interavia.

Un petit nombre d'il-62M étaient encore, en 2020, exploités comme avions-cargos par de petites compagnies.

### Exportations

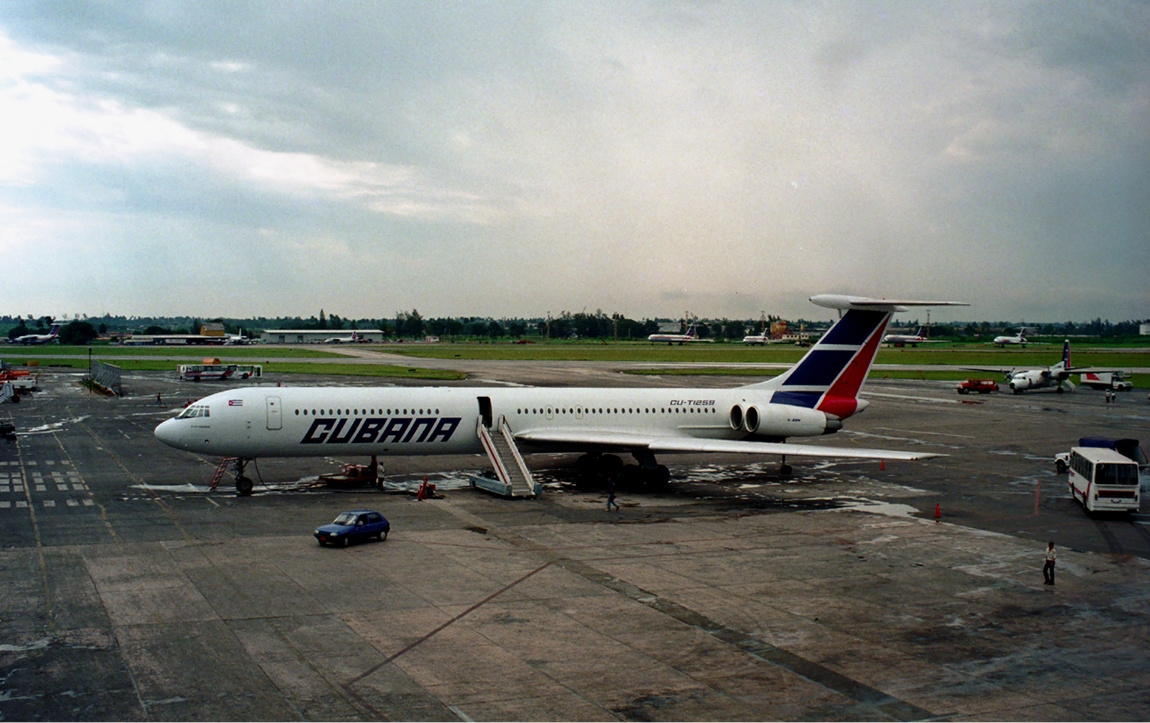
Aux couleurs de Cubana.

Proposé à l'exportation, l'Il-62 a principalement trouvé des clients civils pour près de cent exemplaires, presque tous dans les pays communistes. Trois avions ont aussi été vendus neufs dans des pays africains, à l'époque diplomatiquement proches de l'URSS.
| Compagnie                | Pays               | Nombre d'Il-62 exploités |
| ------------------------ | ------------------ | ------------------------ |
| Interflug                | Allemagne de l'est | 18                       |
| Československé aerolinie | Tchécoslovaquie    | 17                       |
| Cubana                   | Cuba               | 24                       |
| Air Koryo                | Corée du Nord      | 4                        |
| CAAC                     | Chine populaire    | 7                        |
| LOT                      | Pologne            | 17                       |
| Tarom                    | Roumanie           | 5                        |
| TAAG                     | Angola             | 2                        |
| LAM                      | Mozambique         | 1                        |

### Marché de l'occasion

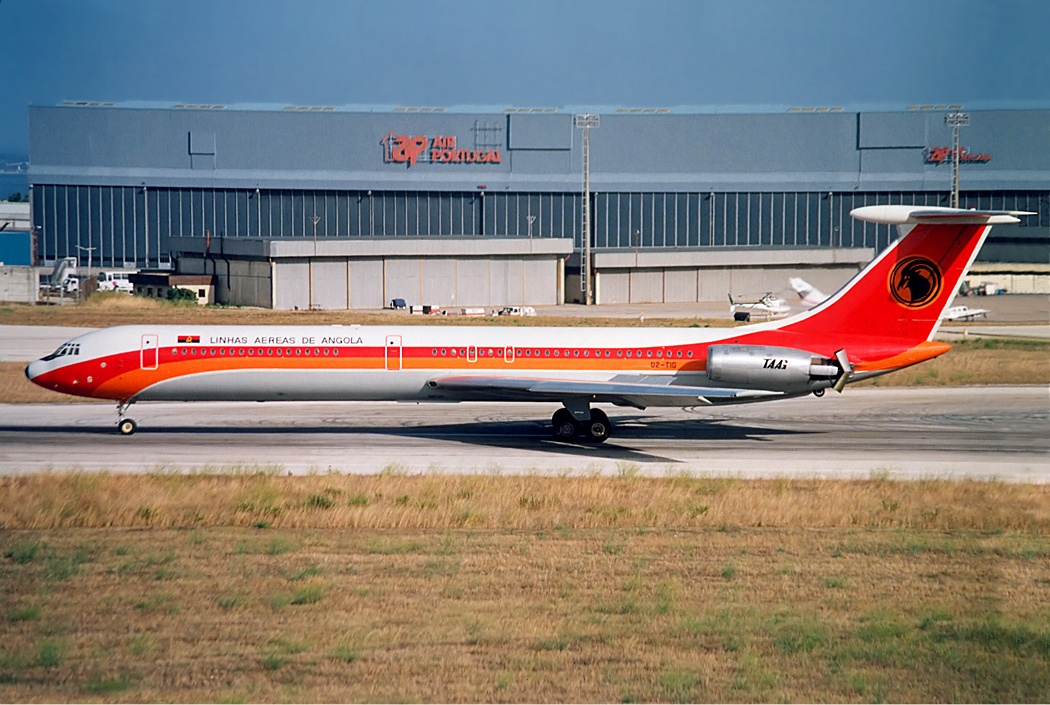
Il-62M aux couleurs d'une compagnie angolaise.

Dans les années 1990 et 2000, l'Il-62 a été un avion assez populaire sur le marché de l'occasion. C'était en effet un long-courrier disponible à un prix plus bas que les alternatives occidentales, et moins exigeant en termes de maintenance et de qualité des pistes. Ainsi, des compagnies et des gouvernements de divers pays d'Afrique, du Moyen-Orient et d'Asie centrale en ont fait l'acquisition, souvent en employant d'anciens pilotes d'Aeroflot. Ils ont graduellement été retirés au profit d'avions de construction occidentale, comme des Airbus A310.
Ainsi, des Il-62 (généralement du type M) ont volé pour :
- Air Gambia[43]
- Aria Air (Iran)[44]
- TAAG Angola Airlines[45]
- Uzbekistan Airlines[46]
- Centrafrican Airlines[47]

### Utilisation comme avion officiel

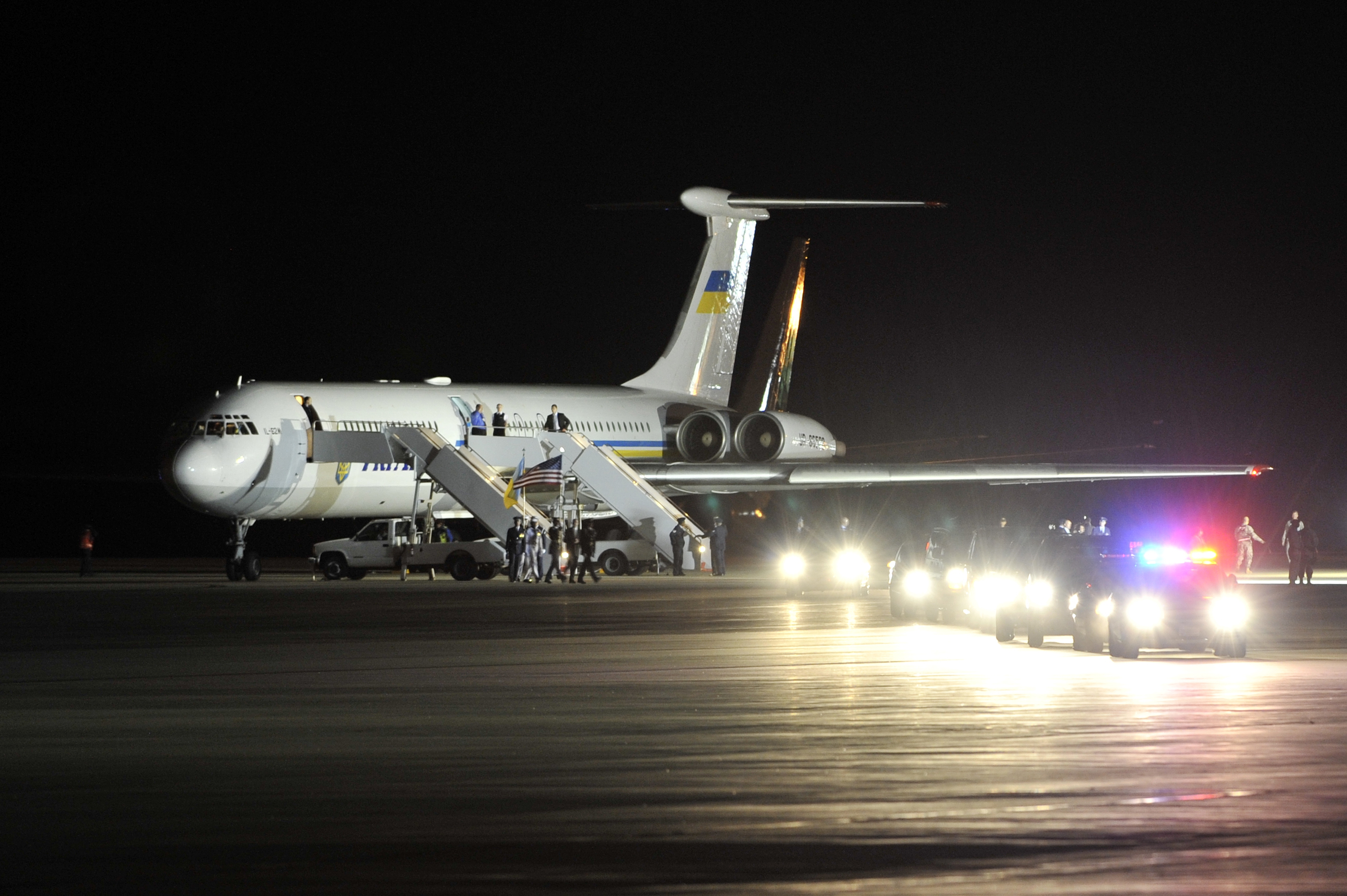
Il-62 du gouvernement ukrainien, lors d'une visite de Viktor Ianoukovytch aux États-Unis en 2010.

L'Il-62 était l'avion le plus utilisé par les déplacements au plus haut niveau de l'État soviétique à l'époque de Breijnev[réf. souhaitée]. L'Il-62 reste l'avion officiel des présidents russes jusqu'en 1995, date à laquelle cette fonction est reprise par l'Iliouchine Il-96. Des il-62 restent cependant dans la flotte présidentielle, et sont encore utilisés[Quand ?][réf. souhaitée].
En Corée du Nord, un Il-62 est toujours, dans les années 2010, utilisé pour les déplacements du dirigeant du pays, Kim Jong-un[réf. souhaitée]. Cependant, Kim a fait usage d'un avion d'une compagnie étrangère pour se rendre à Singapour en juin 2018, ce qui laisse penser que l'Il-62 du gouvernement nord-coréen ne serait plus en état de voler.
Un Il-62M, immatriculé UK-86569, a été utilisé par le gouvernement ouzbek pour les déplacements diplomatiques. En 2005, il a été revendu  à la Gambie, qui l'a utilisé également comme avion officiel. Il est revendu à une compagnie privée biélorusse en 2021,. Un autre Il-62M, le dernier à avoir été livré, est utilisé comme avion présidentiel par le Soudan jusqu'à sa destruction lors du tentative de coup d'État de 2023 au Soudan sur l'aéroport international de Khartoum.

## Accidents
Les Il-62 ont connu, pour les trois versions, vingt-cinq accidents et incidents occasionnant la perte d'un appareil. Parmi ceux-ci, treize ont occasionné des morts, six sont des atterrissages brutaux ayant gravement endommagé l'appareil sans faire de victimes, et six sont des incidents sur des appareils au sol. Seuls les accidents mortels sont listés ici.
| Date              | Lieu                                             | Avion concerné              | Service                                       | Description |
| ----------------- | ------------------------------------------------ | --------------------------- | --------------------------------------------- | --- |
| 25 février 1965   | Aéroport de Moscou-Joukovski                     | Il-62, CCCP-06156 prototype | Vol d'essai                                   | Trop grand angle d'attaque juste après le décollage. L'avion décroche et percute un mur. Dix morts parmi ses occupants |
| 14 août 1972      | Königs Wusterhausen (RDA)                        | Il-62, DM-SEA               | Interflug, vol charter                        | Catastrophe de Königs Wusterhausen. Accident aérien le plus meurtrier en Allemagne : aucun survivant sur les 156 occupants de l'appareil. En raison d'une fuite d'air comprimé, ayant elle-même occasionné un court-circuit, l'avion prend feu juste après le décollage |
| 13 octobre 1972   | Approche de Moscou-Cheremetievo                  | Il-62, CCCP-86671           | Aeroflot, vol charter                         | Vol Aeroflot 217. L'avion s'écrase en pleine forêt, aucun survivant sur 174 occupants. Les causes de l'accident n'ont pas pu être établies. |
| 20 août 1975      | Approche de l'Aéroport international de Damas    | Il-62, OK-DBF               | ČSA, vol régulier                             | Vol ČSA 540. L'avion s'écrase à l'approche de Damas, ne laissant que deux survivants sur 128 occupants. Cause inconnue. |
| 27 mai 1977       | Approche de l'Aéroport international José-Martí  | Il-62M, CCCP-86614          | Aeroflot, vol régulier                        | Vol Aeroflot 331. L'équipage a oublié de régler son altimètre par rapport à la pression atmosphérique de l'aéroport de destination. Son altitude est surestimée, et l'approche est trop courte. L'avion percute une ligne électrique. Deux survivants sur 69 occupants. |
| 14 mars 1980      | Approche de l'Aéroport de Varsovie-Chopin        | Il-62, SP-LAA               | LOT, vol régulier                             | Vol LOT 7. À la suite d'un problème à l'approche, l'avion tente de reprendre de l'altitude, et le moteur no 2 explose. Pas de survivants sur les 87 occupants. |
| 6 juillet 1982    | Moscou-Cheremetievo                              | Il-62M, CCCP-86513          | Aeroflot, vol régulier                        | Vol Aeroflot 411. Fausse alarme incendie sur deux moteurs juste après le décollage. Le pilote coupe leur alimentation et tente un retour, mais l'avion s'écrase, 90 morts, pas de survivants. |
| 29 septembre 1982 | Aéroport de Luxembourg-Findel                    | Il-62M, CCCP-86470          | Aeroflot, vol régulier                        | Défaillance des inverseurs de poussée à l'atterrissage. Sortie de piste, l'avion heurte un obstacle et prend feu. Sept morts sur 77 occupants. |
| 1er juillet 1983  | Labé, Guinée                                     | Il-62M, 889                 | Chosonminhang (devenu Air Koryo), vol affrété | Transportait des ouvriers et du matériel de construction depuis la Corée du Nord, 23 morts, pas de survivants. Voir Accident d'un Iliouchine Il-62 de Chosonminhang en 1983. |
| 9 mai 1987        | Près de Varsovie                                 | Il-62M, SP-LBG              | LOT, vol régulier                             | Vol LOT 5055. Avion en partance pour New York. Un moteur s'est désintégré quelques minutes après le décollage, expulsant des fragments qui ont perforé le fuselage. Aucun survivant parmi 183 occupants. |
| 17 juin 1989      | Aéroport de Berlin-Schönefeld                    | Il-62M, DDR-SEW             | Interflug, vol régulier                       | Accident au décollage. La gouverne de profondeur n'a pas été déverrouillée par l'équipe au sol, et l'équipage avait omis les vérifications de routine. L'avion ne parvient pas à quitter le sol, le décollage est annulé. Une nouvelle erreur de pilotage est commise en coupant les réacteurs au lieu d'activer les inverseurs de poussée. L'avion arrive au bout de la piste à une vitesse de 260 km/h, et percute un obstacle. Il y a 23 morts parmi les passagers. |
| 3 septembre 1989  | Au départ de l'Aéroport international José-Martí | Il-62M, CU-T1281            | Cubana, vol charter                           | Vol Cubana 9646. Vol en partance pour l'Allemagne, s'écrase quelques instants après le décollage en raison d'un très fort vent cisaillant, la totalité des 126 occupants sont tués. |
| 24 juillet 2009   | Aéroport de Téhéran-Mehrabad                     | Il-62M, UP-I6208            | Aria Air, vol régulier                        | Vol intérieur iranien, sortie de piste à l'atterrissage. 16 morts, dont le PDG de la compagnie aérienne. |

## Mémoire

### Exemplaires en exposition

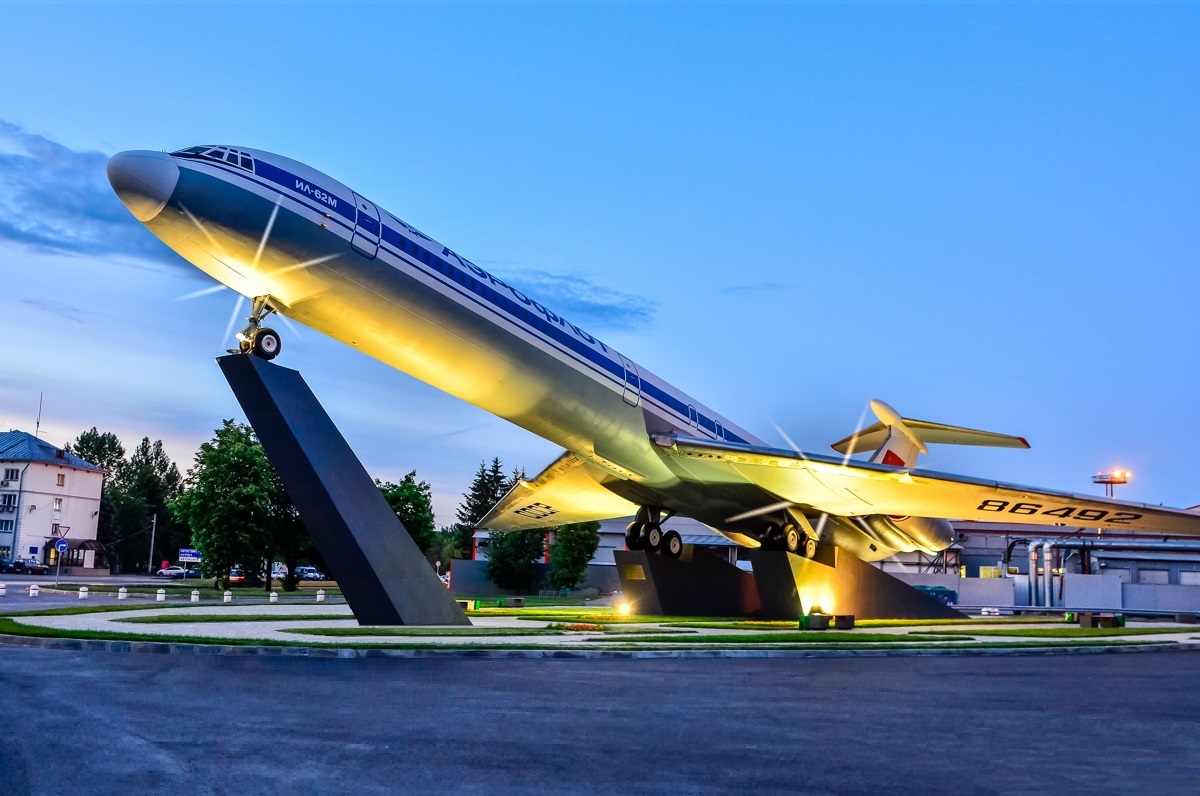
Exemplaire en exposition devant l'aéroport de Moscou-Cheremetievo.

Plusieurs Il-62 sont conservés et visibles du public dans les musées et sites suivants :
- Musée central des forces aériennes de la fédération de Russie de Monino[66] : en exposition
- Musée national de l'aviation Oleg Antonov, à Kiev[67] : en exposition
- Musée de l'aviation à longue portée, à Riazan[68] : en exposition
- Musée de l'aviation d'Oulianovsk[69] : en exposition
- Musée de l'aviation chinoise[70] : en exposition
- Technikmuseum de Merseburg[71] : en exposition
- Gollenberg, en Allemagne : exposé en plein air, accueille par exemple des mariages[72]. Il est arrivé après un atterrissage sur une piste de fortune de 900 m le 23 octobre 1989[73].
- Quartier Marienbrunn de Leipzig : l'« il62-leipzig », ancien avion d'Interflug, aménagé en restaurant[74]
- Centre de loisir Excalibur city, à Chvalovice en Tchéquie : aménagé en restaurant[75].
- L'Aéroport de Jurmala en Lettonie expose une petite collection d'avions dont un Il-62[76]
- Hôtel Novapark de Graz : aménagé en restaurant[77]

### Philatélie
Plusieurs timbres émis par les postes soviétiques et est-allemandes représentent l'Il-62.

Timbre représentant l'Iliouchine Il-62
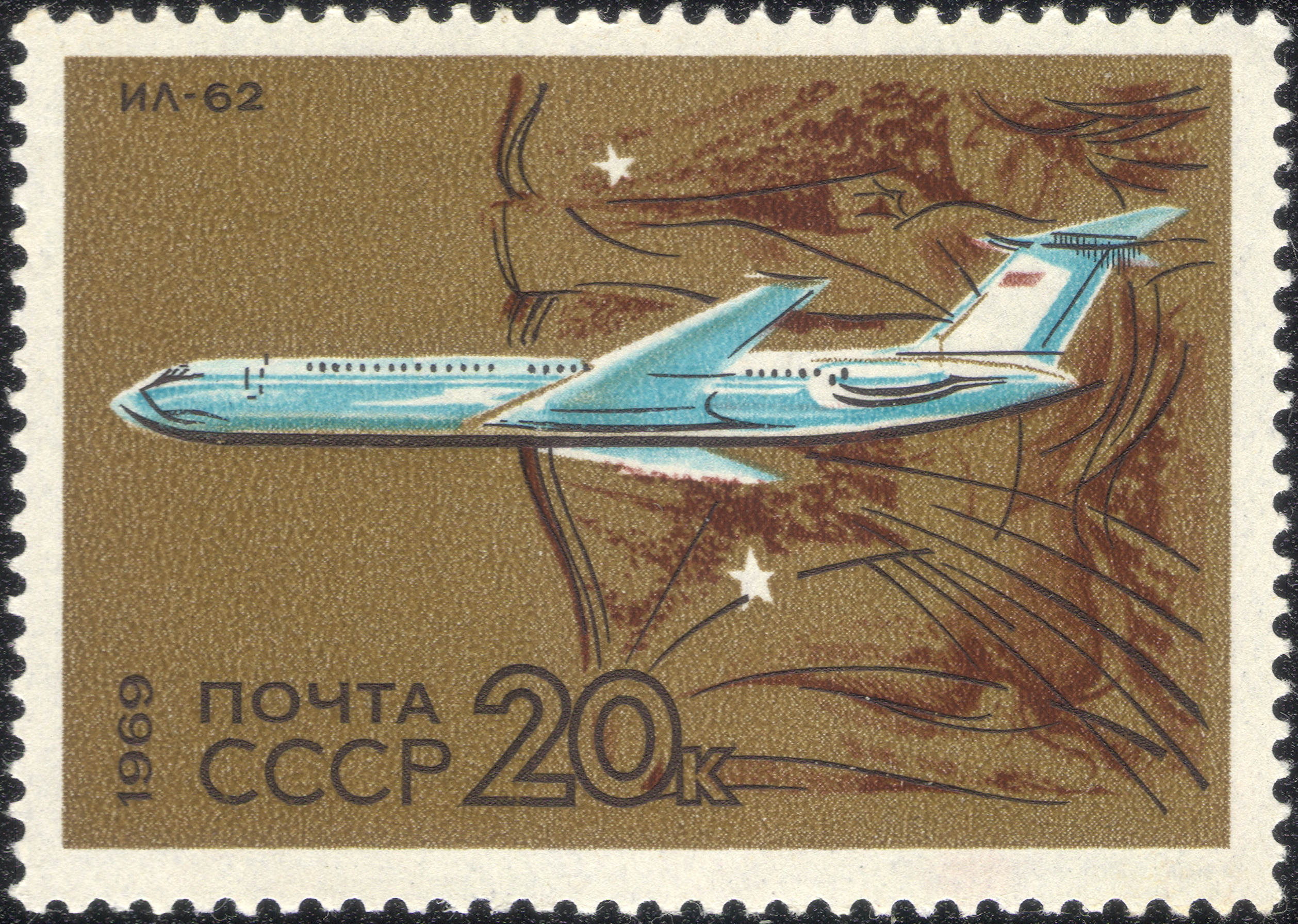
Timbre soviétique, 20 kopecks, 1969.
Timbre est-allemand, 35 pfennigs, 1972.
Timbre est-allemand, 100+10 pfennigs, 1980.

### Cinéma
Des il-62 apparaissent dans quelques longs métrages. En particulier, cet avion joue un rôle important dans le film-catastrophe L'Équipage, un classique du cinéma soviétique, et dans son remake de 2016. La silhouette de l'avion apparait, d'ailleurs, sur l'une des affiches du film.

## Galerie

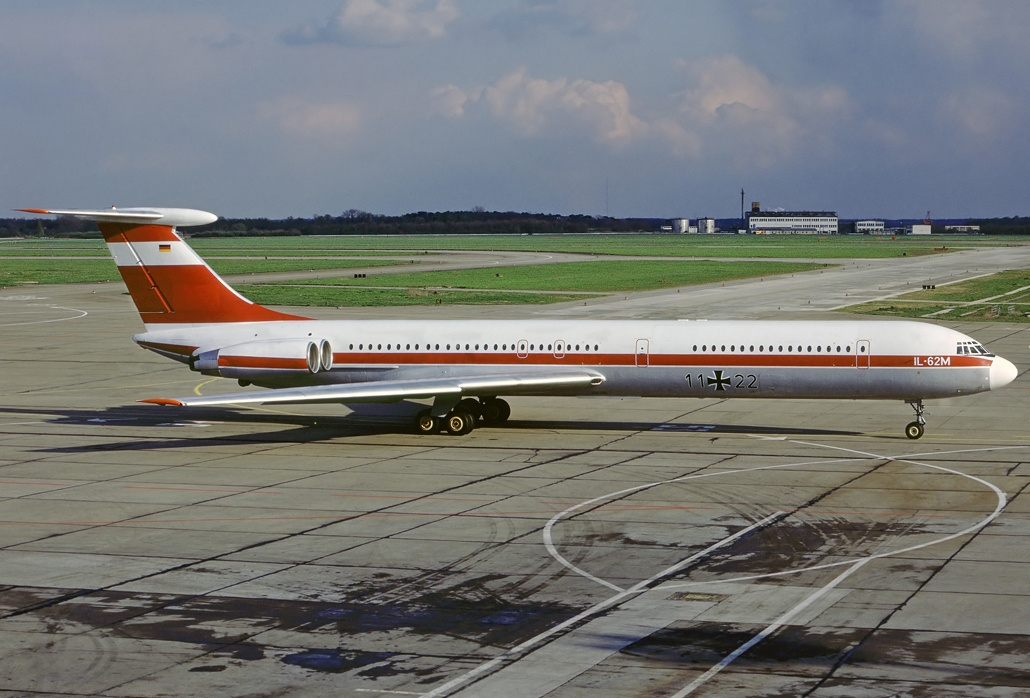
Iliouchine Il-62M de l'armée de l'air est-allemande repris par la Luftwaffe de l'Allemagne réunifiée, à Berlin-Schönefeld en 1991.
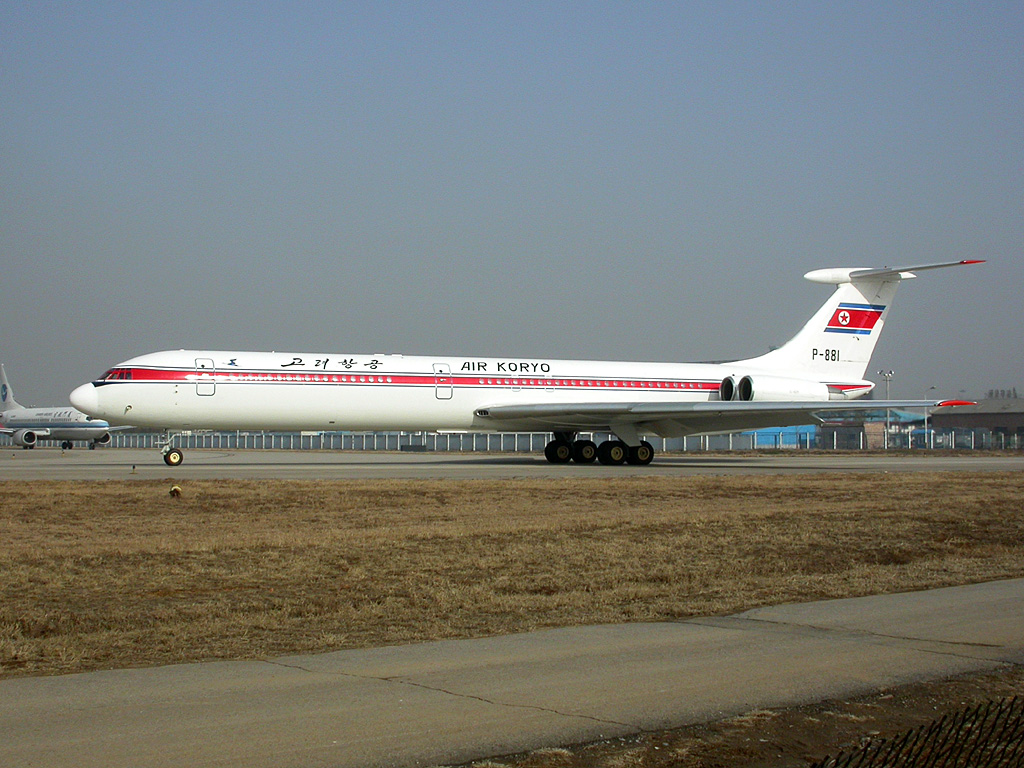
Iliouchine Il-62M de la compagnie nord-coréenne Air Koryo, à Pékin en 2003.
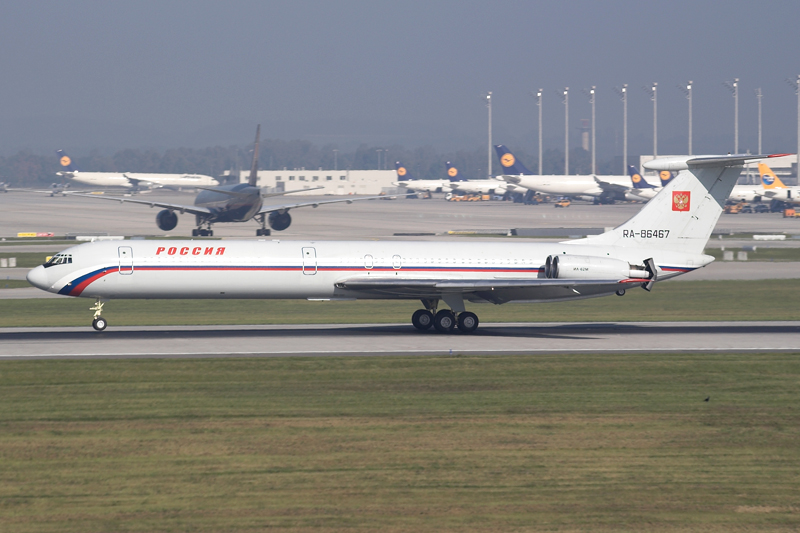
Iliouchine Il-62M de la compagnie russe Rossija, à Munich en 2006.
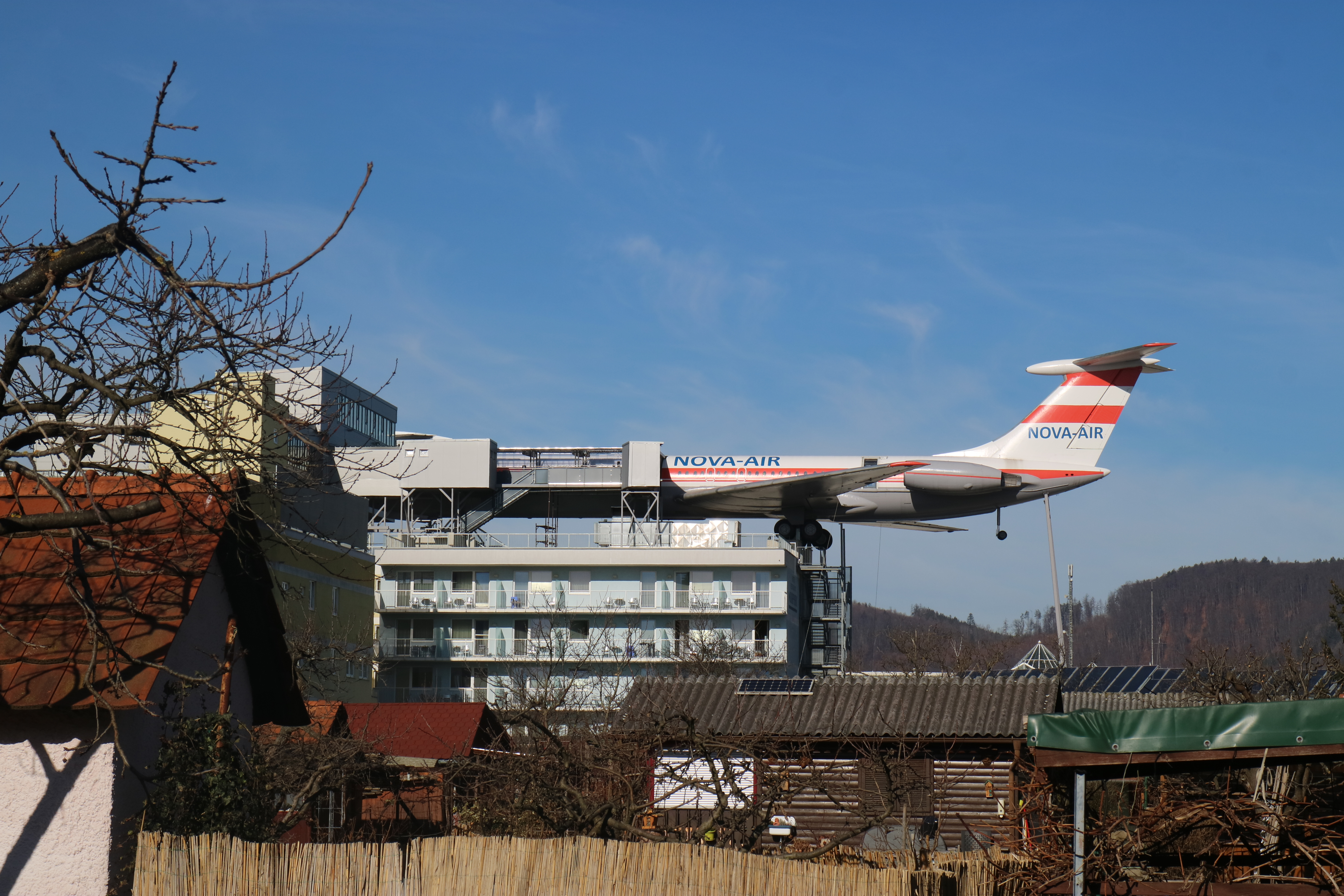
Intégré à un complexe hôtelier en Autriche.
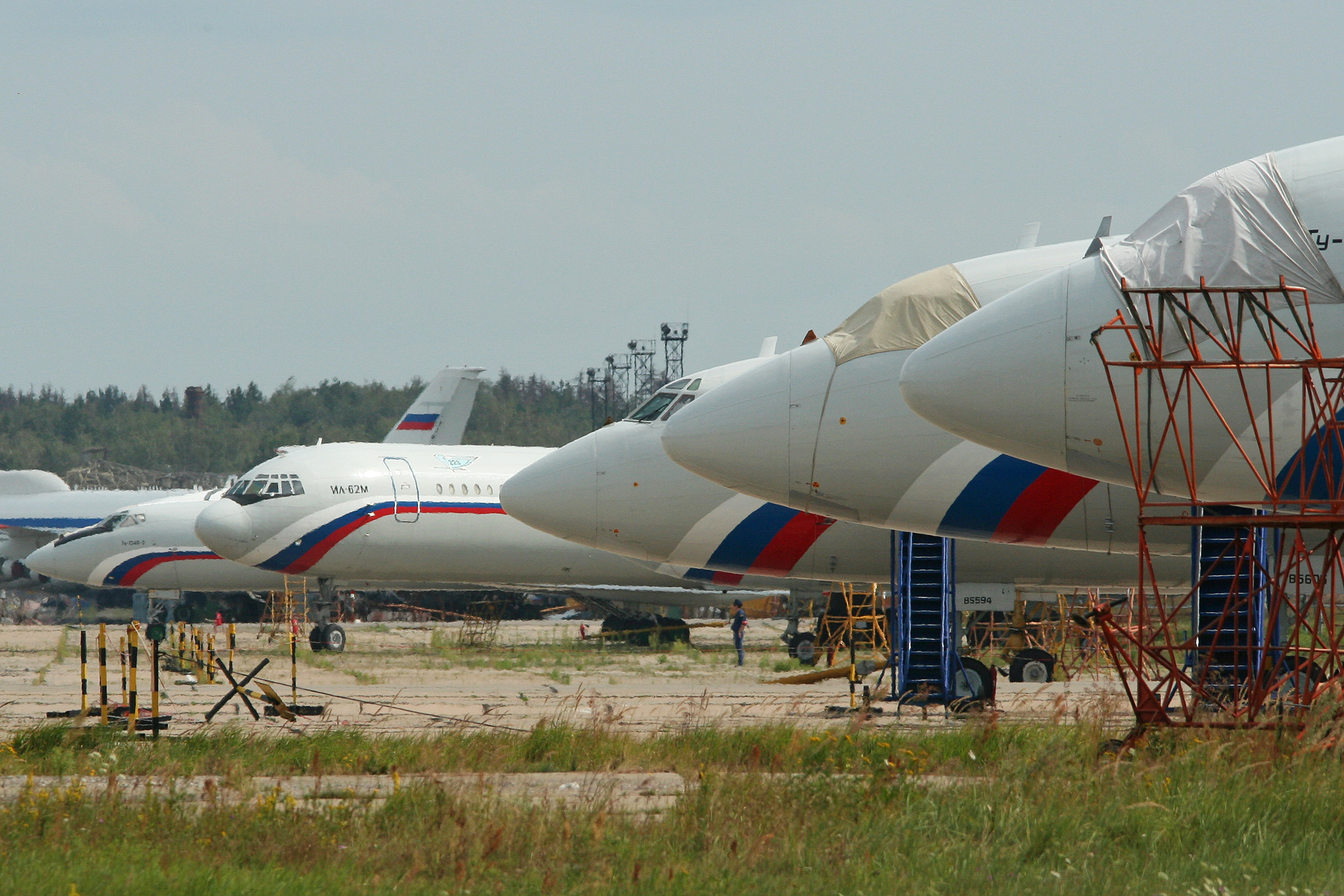
Appareil de la flotte présidentielle russe, en 2012.